# Condado de Leon (Flórida)
O condado de Leon (em inglês:  Leon County) é um dos 67 condados do estado americano da Flórida. A sede e única localidade incorporada do condado é Tallahassee. Foi fundado em 29 de dezembro de 1824.

## Geografia
De acordo com o United States Census Bureau, o condado possui uma área de 1 818 km², dos quais 1 727 km² estão cobertos por terra e 91 km² por água.

## Demografia
Segundo o censo nacional de 2010, o condado possui uma população de 275 487 habitantes e uma densidade populacional de 159 hab/km². Possui 124 136 residências, que resulta em uma densidade de 72 residências/km².